# ダレル・ブリット＝ギブソン
ダレル・ブリット＝ギブソン （Darrell Britt-Gibson、1985年5月8日 - ）は、アメリカ合衆国の俳優。本名は、ダレル・ハダリ・ブリット＝ギブソン（Darrell Hadari Britt-Gibson ）。

## 主な出演作品

### 映画
- Toe to Toe （2009年）
- Soy Nero （2016年）
- 『キアヌ』 - Keanu （2016年）
- 『20センチュリー・ウーマン』 - 20th Century Women （2016年）
- 『スリー・ビルボード』 - Three Billboards Outside Ebbing, Missouri （2017年）
- 『ユニコーン 3人目の秘密』 - The Unicorn （2018年）
- 『黒い司法 0%からの奇跡』 - Just Mercy （2019年）
- 『ユダ&ブラック・メシア 裏切りの代償』 - Judas and the Black Messiah （2021年）
- 『シルクロード.com -史上最大の闇サイト-』 - Silk Road （2021年）
- 『フィアー・ストリート Part 1: 1994』 - Fear Street Part One: 1994 （2021年）

### テレビドラマ
- 『THE WIRE/ザ・ワイヤー』 - The Wire （2006年-2008年）
- 『サウスランド』 - Southland （2012年）
- 『シェイムレス 俺たちに恥はない』 - Shameless （2013年）
- 『Major Crimes 〜重大犯罪課』 - Major Crimes （2013年）
- 『カリフォルニケーション ある小説家のモテすぎる日常』 - Californication （2014年）
- 『POWER/パワー』 - Power （2014年）
- 『バリー』 - Barry （2018年-2019年）